# Chiến tranh Rus-Đông La Mã (860)
Cuộc chiến Rus-Đông La Mã năm 860 là chiến dịch quân sự lớn duy nhất của quân viễn chinh Khã hãn quốc Rus được ghi chép lại trong các nguồn tài liệu của Đông La Mã và Tây Âu. Các tài liệu khác nhau liên quan đến các sự kiện diễn ra và có sự khác biệt với các nguồn tài liệu hiện đại và hoặc sau đó,còn kết quả chính xác là như thế nào thì chưa biết. Theo tài liệu của Đông La Mã thì người Rus định chiếm Constantinopolis một cách bất ngờ, khi đế quốc đang sa lầy vào các cuộc chiến kéo dài suốt thế kỷ với người Ả Rập và không thể đối phó với mối đe dọa từ người Rus. Sau khi cướp bóc các vùng ngoại ô của thủ đô Đông La Mã, người Rus rút lui, mặc dù bản chất của việc rút quân này và thực sự thì bên nào chiến thắng cuộc chiến này đang là chủ đề tranh cãi. Sự kiện sau đó này đã dẫn đến một truyền thuyết của Chính Thống giáo, đó là gán sự giải thoát của thành phố Constantinopolis cho một sự can thiệp kỳ diệu của Theotokos.

## Bối cảnh
Đế quốc Đông La Mã tiếp xúc lần đầu tiên với người Rus trong năm 839. Thời điểm đặc biệt của cuộc tấn công cho thấy người Rus đã được thông báo về điểm yếu của thành phố, các hoạt động quân sự đã không cắt đứt các tuyến thương mại và giao thông trong các năm 840 và 850. Tuy nhiên, mối đe dọa từ người Rus ở năm 860 đến một cách bất ngờ, và không ai có thể đoán trước, như Photius đã gọi "như một bầy ong bắp cày". Đế chế lúc đó đang chiến đấu để đẩy lùi bước tiến của người Ả Rập trong bán đảo Tiểu Á. Trong tháng 3 năm 860, đơn vị đồn trú ở pháo đài chính Lulon đã bất ngờ đầu hàng người Ả Rập. Trong tháng Tư hoặc tháng Năm, hai bên đã trao đổi tù binh và chiến sự chấm dứt trong một thời gian ngắn, tuy nhiên vào đầu tháng Sáu Hoàng đế, Mikhael III rời Constantinopolis đến Tiểu Á để triển khai một cuộc tấn công vào vương quốc Hồi giáo Abbas.

## Cuộc cướp phá
Ngày 18 tháng 6 năm 860, vào lúc hoàng hôn, một đội tàu khoảng 200 chiếc của người Rus căng buồm tiến vào Bosporus và bắt đầu cướp bóc các vùng ngoại ô của Constantinopolis. Những kẻ tấn công đã đốt cháy những căn nhà và giết chết nhiều người dân. Không thể làm gì để đẩy lùi những kẻ xâm lược, Thượng phụ Photios kêu gọi con chiên của ngài cầu xin Theotokos cứu vớt thành phố. Sau khi tàn phá các vùng ngoại ô, người Rus đi vào Biển Marmora và đổ bộ xuống Quần đảo Hoàng Tử, nơi mà cựu giáo trưởng Ignatius của Constantinopolis đang sống vào thời điểm đó. Người Rus cướp bóc các ngôi nhà và các tu viện, giết người, bắt tù nhân. Họ đã bắt 22 người hầu của cựu Thượng phụ, đưa những người này lên tàu và chặt họ ra từng khúc bằng rìu.
Vụ tấn công xảy ra bất ngờ với người Đông La Mã "giống như một tiếng sét từ trên trời", như nó đã được mô tả bởi Thượng phụ Photios trong bài văn tế nổi tiếng của ông viết về sự kiện này. Hoàng đế Mikhael III đã đi vắng khỏi thành phố, lực lượng hải quân của họ quá khiếp sợ và không thể sử dụng lửa Hy Lạp, loại vũ khí chết người. Bộ binh tinh nhuệ nhất của Đế quốc (bao gồm cả những binh sĩ bình thường được đồn trú gần với thủ đô nhất) đã được phái đi để giao chiến với người Ả Rập ở Tiểu Á. Việc phòng thủ trên đất liền của thành phố đã bị suy yếu bởi sự vắng mặt của các đơn vị đồn trú, nhưng việc bảo vệ biển cũng có thiếu sót. Hải quân Byzantine được sử dụng để tấn công cả người Ả Rập và người Norman ở trong Biển Aegea và Địa Trung Hải. Những sự việc này xảy ra đồng thời làm cho các bờ biển và các đảo ở Biển Đen, vịnh Bosporus và biển Marmara dễ bị tấn công.
Cuộc xâm lược tiếp tục cho đến ngày 4 tháng 8, khi, trong một số bài giảng của mình, Thượng phụ Photius cho rằng có một điều kỳ diệu từ trên trời xuống và cứu được thành phố từ mối đe dọa nghiêm trọng như vậy. Các bài giảng của Photios cho các ví dụ đầu tiên về cái tên "Rus" ("Rhos", tiếng Hy Lạp: Ρως), được đề cập trong một nguồn tài liệu của Đông La Mã-Hy Lạp, trước đây các cư dân của vùng đất phía bắc của Biển Đen thường được gọi theo cách cổ xưa là "Tauroscythians". Các bài giảng của giáo trưởng cho người ta biết được rằng họ không có người cai trị tối cao và sống ở một số vùng đất phía bắc xa xôi. Photios gọi họ là "Những người không được biết đến", mặc dù rằng một số sử gia muốn dịch cụm từ như là "người vô danh", chỉ ra các địa chỉ của các mối liên hệ trước đó giữa người Đông La Mã và Rus.

## Các truyền thuyết sau đó
Các bài giảng của Thượng phụ Photios không cung cấp manh mối về kết quả của cuộc xâm lược và những lý do tại sao người Rus lại rút về đất nước của họ. Các nguồn tin sau này cho rằng họ rút lui nhanh chóng vì Hoàng đế đang quay trở lại thủ đô. Tiếp tục câu chuyện, sau khi Hoàng Đế Mikhael III và Thượng phụ Photius thả tấm mành có vẽ hình Đức mẹ Maria xuống biển, đã có xuất hiện một cơn bão đánh tan các tàu của người rợ. Trong thế kỷ sau, người ta nói rằng Hoàng đế vội vã đến nhà thờ tại Blachernae và có tổ chức một đám rước chiếc áo choàng của Đức mẹ Maria trên bức tường của Theodosius. Di tích quý giá này của Byzantine đã được nhúng tượng trưng ra biển và một cơn gió lớn ngay lập tức nổi lên và đắm các tàu của người Rus. Truyền thuyết đã được ghi lại một cách trung thực bởi George Hamartolus, người cung cấp bản thảo rất quan trọng cho quấn Biên niên sử. Các nhà viết sử người Kiev lại đưa các cái tên Askold và Dir vào các tài liệu vì họ tin rằng hai người Varangoi  (người Viking) này đã quản lý Kiev vào năm 866. Đó là năm (bỏ qua một số điều không minh bạch trong quấn niên đại) người Rus tiến hành chuyến viễn chinh đầu tiên vào thủ đô của đế quốc Đông La Mã.
Tài liệu của Nestor về cuộc gặp gỡ đầu tiên giữa người Rus và Đông La Mã có thể đã góp phần vào sự phổ biến của hình ảnh Đức mẹ Maria ở Nga. Việc cứu thoát một cách kỳ diệu thành phố Constantinopolis từ đám người man rợ xuất hiện trong một bức tranh thánh của Nga, mà họ lại không cần quan tâm đến một điều lý thú rằng đám người rợ kia lại có thể đã xuất phát từ Kiev. Hơn nữa, khi Blachernitissa được đưa đến Moskva trong thế kỷ 17, người ta nói rằng là bức tranh thánh này đã cứu được Tsargrad  khỏi sự hủy diêt của quân đội của "Khã Hãn Scythia" – chứ không biết rằng từ chính quân đội của người Rus, sau khi Mikhael III cầu nguyện trước Đức mẹ Maria. Không ai để ý rằng câu chuyện tồn tại song song rõ ràng với các chuỗi sự kiện được mô tả bởi Nestor.
Trong thế kỷ thứ 9, một câu đồng dao bất ngờ được đồn đại một cách đại chúng rằng tại một chiếc cột cổ ở Khu chợ Taurus có một dòng chữ tiên đoán rằng Constantinopolis sẽ bị chinh phục bởi người Rus. Truyền thuyết này cũng được biết đến trong nền văn học của Đông La Mã, được hồi sinh bởi Slavophilia (một phong trào văn học ở Nga) trong thế kỷ 19, khi Đế quốc Nga lao vào giành giật địa điểm của thành phố Constantinopolis từ Đế chế Ottoman.